# Плавання на літніх Олімпійських іграх 2008 — 100 метрів вільним стилем (жінки)
Змагання з плавання на 100 метрів вільним стилем серед жінок на Олімпіаді 2008 року проводилися з 13 по 15 серпня у Пекінському національному плавальному комплексі.

## Медалісти
| Золото | Брітта Штеффен Німеччина |
| Срібло | Ліббі Тріккетт Австралія |
| Бронза | Наталі Кафлін США        |

## Рекорди
До початку змагань, світовий і олімпійський рекорди були такими:
| Світовий рекорд     | Ліббі Тріккетт Австралія | 52,88 | Сідней, Австралія | 27 березня, 2008 |
| Олімпійський рекорд | Джоді Хенрі Австралія    | 53,52 | Афіни, Греція     | 18 серпня, 2004  |

Під час змагань у цій дисципліні були встановлені такі олімпійські або світові рекорди:
| Дата      | Заплив                             | Спортсмен      | Країна    | Час   | Рекорд |
| --------- | ---------------------------------- | -------------- | --------- | ----- | ------ |
| 14 серпня | 1-й етап фіналу естафети 4x200 в/с | Брітта Штеффен | Німеччина | 53.38 | OR     |
| 15 серпня | Фінал                              | Брітта Штеффен | Німеччина | 53.12 | OR     |

## Запливи

### Відбіркові
13 серпня 2008, з 18:33 до 18:54 за місцевим часом (UTC +8)
| Місце | Заплив | Спортсмен                         | 50 м  | Час           |
| ----- | ------ | --------------------------------- | ----- | ------------- |
| 1     | 6      | Ханна-Марія Сеппяля (FIN)         | 25,93 | 0:53,60       |
| 2     | 6      | Брітта Штеффен (GER)              | 26,26 | 0:53,67       |
| 3     | 6      | Марлен Велдхейс (NED)             | 25,85 | 0:53,76       |
| 4     | 7      | Наталі Кафлін (USA)               | 26,08 | 0:53,82       |
| 5     | 5      | Франческа Холсол (GBR)            | 26,05 | 0:53,93       |
| 6     | 7      | Ліббі Тріккетт (AUS)              | 26,07 | 0:53,99       |
| 7     | 6      | Пан Цзяінь (CHN)                  | 26,06 | 0:54,01       |
| 7     | 7      | Чжу Інвень (CHN)                  | 26,09 | 0:54,01       |
| 9     | 4      | Джанетт Оттесен (DEN)             | 26,53 | 0:54,04       |
| 10    | 6      | Юсефін Лілльхаге (SWE)            | 26,07 | 0:54,07       |
| 11    | 7      | Малія Метелла (FRA)               | 26,47 | 0:54,12       |
| 12    | 5      | Олександра Герасименя (BLR)       | 26,18 | 0:54,52       |
| 13    | 5      | Кейт Кемпбелл (AUS)               | 26,28 | 0:54,55       |
| 14    | 5      | Лейсі Німейер (USA)               | 26,42 | 0:54,62       |
| 15    | 7      | Еріка Морнінгстар (CAN)           | 26,50 | 0:54,66       |
| 16    | 6      | Петра Даллманн (GER)              | 26,38 | 0:54,70       |
| 16    | 7      | Джулія Вілкінсон (CAN)            | 26,59 | 0:54,70       |
| 18    | 5      | Алена Попшанка (FRA)              | 26,49 | 0:54,86       |
| 19    | 7      | Тетяна Барбоза (BRA)              | 26,79 | 0:55,01       |
| 20    | 6      | Агата Ева Корці (POL)             | 26,11 | 0:55,14       |
| 21    | 6      | Ліза-Марі Ретіф (RSA)             | 26,15 | 0:55,17 (AFR) |
| 22    | 4      | Ганна Гостомельська (ISR)         | 26,42 | 0:55,18       |
| 23    | 5      | Мартіна Моравцова (SVK)           | 26,59 | 0:55,20       |
| 24    | 5      | Інге Деккер (NED)                 | 26,38 | 0:55,23       |
| 25    | 4      | Анастасія Аксьонова (RUS)         | 26,66 | 0:55,29       |
| 26    | 3      | Ханна Джейн Арнетт Вілсон (HKG)   | 26,57 | 0:55,32       |
| 27    | 4      | Дар'я Степанюк (UKR)              | 26,88 | 0:55,51       |
| 28    | 3      | Аріанна Вандерпул-Уоллес (BAH)    | 26,69 | 0:55,61       |
| 29    | 3      | Біргіт Кошішек (AUT)              | 26,67 | 0:55,62       |
| 30    | 4      | Арлен Ірад Семеко Арісменді (VEN) | 26,64 | 0:55,70       |
| 31    | 5      | Яна Клусачкова (CZE)              | 27,03 | 0:55,92       |
| 32    | 3      | Чан Хі Чжин (KOR)                 | 26,91 | 0:55,96       |
| 33    | 4      | Трійн Альянд (EST)                | 27,12 | 0:56,10       |
| 34    | 2      | Цюа Тінвень (SIN)                 | 27,20 | 0:56,14       |
| 35    | 3      | Рагнхейдур Рагнарсдоттір (ISL)    | 27,02 | 0:56,35       |
| 36    | 3      | Ганна Стіліану (CYP)              | 27,56 | 0:56,38       |
| 37    | 3      | Елені Кістки (GRE)                | 27,63 | 0:56,44       |
| 38    | 4      | Мирослава Найдановскі (SRB)       | 26,93 | 0:56,50       |
| 39    | 2      | Наттханан Юнкраянг (THA)          | 27,43 | 0:56,56       |
| 40    | 2      | Томпа Орсоля (HUN)                | 27,03 | 0:56,57       |
| 41    | 2      | Крістель Сіммс (PHI)              | 27,49 | 0:56,67       |
| 42    | 4      | Марія Лаура Сімонетто (ITA)       | 27,07 | 0:56,72       |
| 43    | 2      | Не Біньцзе (TPE)                  | 27,46 | 0:57,28       |
| 44    | 3      | Ніна Совінек (SLO)                | 27,68 | 0:57,30       |
| 45    | 1      | Маделейн Скеррі (MLT)             | 27,79 | 0:57,97       |
| 46    | 2      | Ірина шлемова (UZB)               | 27,69 | 0:58,77       |
| 47    | 1      | Олена Поповський (MKD)            | 28,34 | 0:59,93       |
| 48    | 1      | Ольга Хачатрян (TKM)              | 33,18 | 1:14,77       |
|       | 7      | Кейтлін Макклетчі (GBR)           | DNS   | DNS           |

Між Петрою Даллманн і Джулією Вілкінсон, які показали однаковий час, повинен був проводитися заплив за місце у півфіналі. Але Вілкінсон, у якої був дуже напружений графік виступів, відмовилася, тому вона офіційно посіла 17-те місце, і у півфінал пройшла Петра Даллманн.

### Півфінали
14 серпня 2008, з 10:10 до 10:21 за місцевим часом
| Місце | Заплив | Спортсмен                   | 50 м  | Час         |
| ----- | ------ | --------------------------- | ----- | ----------- |
| 1     | 1      | Наталі Кафлін (USA)         | 25,91 | 0:53,70     |
| 2     | 2      | Марлен Велдхейс (NED)       | 25,75 | 0:53,81     |
| 3     | 1      | Чжу Інвень (CHN)            | 26,16 | 0:53,84 AZR |
| 3     | 2      | Ханна-Марія Сеппяля (FIN)   | 25,85 | 0:53,84     |
| 5     | 2      | Франческа Холсол (GBR)      | 25,85 | 0:53,94     |
| 6     | 1      | Брітта Штеффен (GER)        | 26,13 | 0:53,96     |
| 7     | 2      | Джанетт Оттесен (DEN)       | 26,15 | 0:54,05     |
| 8     | 1      | Ліббі Тріккетт (AUS)        | 25,93 | 0:54,10     |
| 9     | 2      | Малія Метелла (FRA)         | 26,40 | 0:54,20     |
| 10    | 2      | Кейт Кемпбелл (AUS)         | 26,18 | 0:54,54     |
| 11    | 1      | Юсефін Лілльхаге (SWE)      | 26,23 | 0:54,59     |
| 12    | 1      | Лейсі Німейер (USA)         | 25,96 | 0:54,74     |
| 13    | 1      | Петра Даллманн (GER)        | 26,82 | 0:55,05     |
| 14    | 1      | Олександра Герасименя (BLR) | 26,84 | 0:55,31     |
| 15    | 2      | Еріка Морнінгстар (CAN)     | 26,61 | 0:55,36     |
| 16    | 2      | Пан Цзяінь (CHN)            | DSQ   | DSQ         |

### Фінал
15 серпня 2008, о 11:04 за місцевим часом
| Місце | Доріжка | Спортсмен                 | 50 м  | Час          |
| ----- | ------- | ------------------------- | ----- | ------------ |
| 1     | 7       | Брітта Штеффен (GER)      | 26,04 | 0:53,12 (OR) |
| 2     | 8       | Ліббі Тріккетт (AUS)      | 25,18 | 0:53,16      |
| 3     | 4       | Наталі Кафлін (USA)       | 25,52 | 0:53,39      |
| 4     | 6       | Ханна-Марія Сеппяля (FIN) | 25,72 | 0:53,97      |
| 5     | 1       | Джанетт Оттесен (DEN)     | 25,84 | 0:54,06      |
| 6     | 3       | Чжу Інвень (CHN)          | 25,95 | 0:54,21      |
| 6     | 5       | Марлен Велдхейс (NED)     | 25,38 | 0:54,21      |
| 8     | 2       | Франческа Холсол (GBR)    | 25,97 | 0:54,29      |

AMR